# Valget i Tanzania 1970
Valget i Tanzania 1970 blev afholdt den 30. oktober 1970. Tanzania var en etpartistat på dette tidspunkt, med Tanganyika African National Union som eneste lovlige parti i Tanzania, og Afro-Shirazi Party som eneste lovlige parti på Zanzibar. I valget til nationalforsamlingen var der to kandidater fra samme parti i hvert af de 106 valgdistrikter, mens præsidentvalget i praksis var en folkeafstemning om TANU-lederen Julius Nyereres kandidatur.
Valgdeltagelsen var 70,1 % i præsidentvalget og 66,6 % i nationalforsamlingsvalget.

## Resultater

### Præsident
| Valg                    | Stemmer   | %     |
| ----------------------- | --------- | ----- |
| For                     | 3.220.636 | 96,7  |
| Mod                     | 108.956   | 3,3   |
| Ugyldige/blanke stemmer | 77.491    | –     |
| Totalt                  | 3.407.083 | 100,0 |